# Käru (Väike-Maarja)

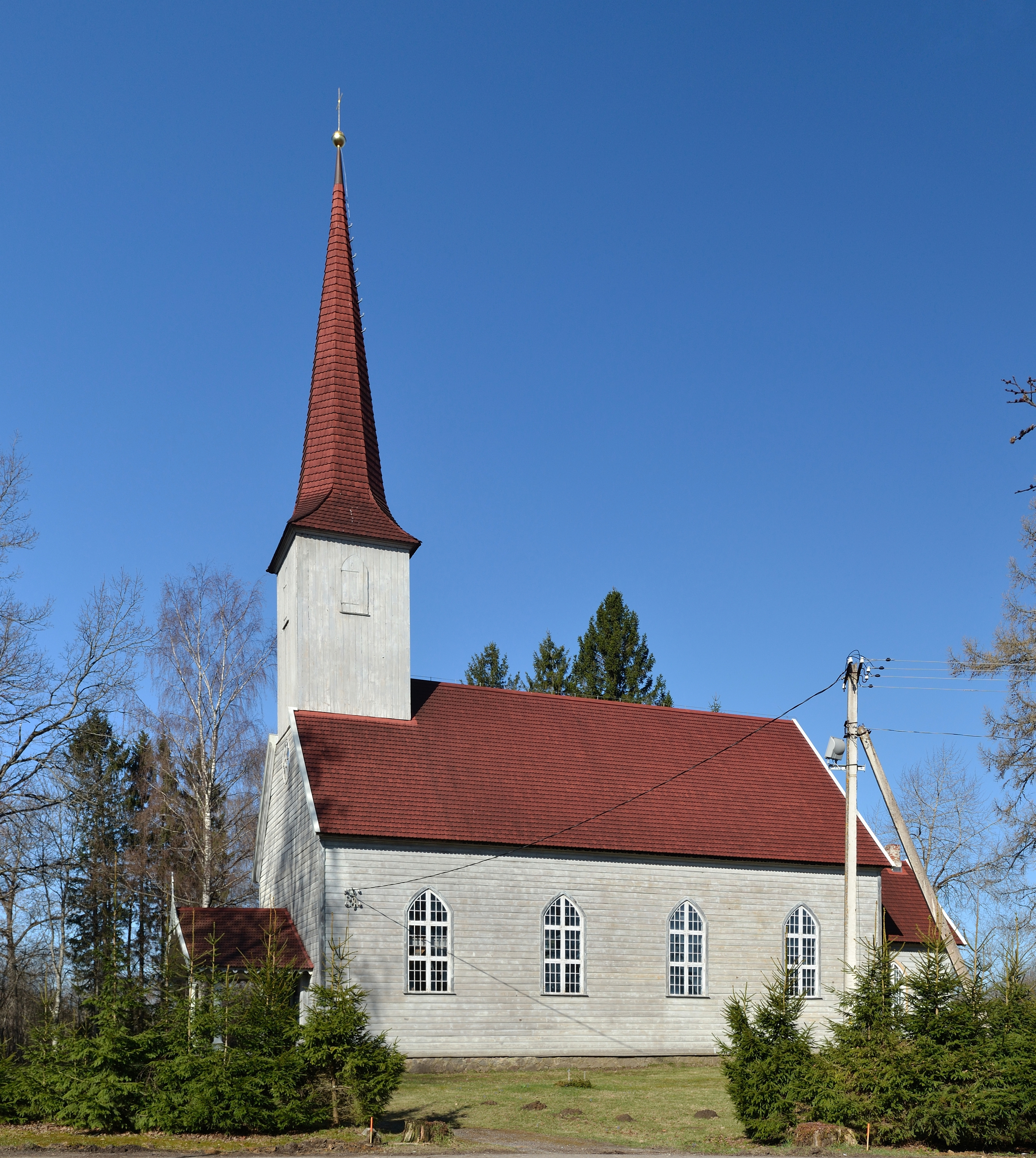
XIX-wieczny kościół w Käru

Käru – wieś w Estonii, w prowincji Virumaa Zachodnia, w gminie Väike-Maarja.